# Gagrellula fuscanalis
Gagrellula fuscanalis is een hooiwagen uit de familie Sclerosomatidae.